# Lego Loco
Lego Loco är ett spel med Lego-tema släppt 1998 och utvecklat av Intelligent Games och publicerat av Lego Media. Spelet fanns tillgängligt till PC (Windows).
Spelet går ut på att bygga en stad i lego men är mest fokuserat på järnvägar och tåg. Det finns tre olika typer av tåg och åtta olika typer av vagnar som kan användas bland annat för att transportera folk mellan olika stationer i staden. Förutom järnvägar kan man även bygga vägar för både bilar och fotgängare.
Det finns även ett multiplayer-läge som kan spelas över LAN. Spelarna kan där skicka tågen till varandras städer genom tunnlar och de kan eventuellt innehålla vykort som kan designas av spelarna själva.